# قشلاق اینالی برات
قشلاق اینالی برات یک روستا در ایران است که در استان اردبیل واقع شده‌است. قشلاق اینالی برات ۱۳۹ نفر جمعیت دارد.